# Thalictrum macrostylum
Thalictrum macrostylum är en ranunkelväxtart som beskrevs av John Kunkel Small och Heller. Thalictrum macrostylum ingår i släktet rutor, och familjen ranunkelväxter. Inga underarter finns listade i Catalogue of Life.